# فرد لاویر
فرد لاویر (انگلیسی: Frederick W. Lauer; ۱۳ اکتبر ۱۸۹۸ – ۱۷ دسامبر ۱۹۶۰) بازیکن واترپلو اهل ایالات متحده آمریکا بود.
وی در مسابقات کشوری و بین‌المللی در مجموع برندهٔ ۱ مدال برنز شده‌است.